# Lassi (wieś)
Lassi – wieś w Estonii, w prowincji Sarema, w gminie Salme.